# Église de Puumala
L'église de Puumala (en finnois : Puumalan kirkko) est une église située à Puumala en Finlande.